# Maria José Valério
Maria José Valério Dourado (Amadora, 6 de maio de 1933 — Lisboa, Alvalade, 3 de março de 2021) foi uma cantora portuguesa, bem conhecida pelo seu amor ao Sporting Clube de Portugal e por ser a intérprete da "Marcha do Sporting", adotada como hino do clube.

## Biografia
Maria José Valério nasceu a 6 de maio de 1933, na Amadora.
Começou a cantar em 1950, no Liceu D. João de Castro, onde era colega da atriz Lurdes Norberto.
Frequentou o Centro de Preparação de Artistas da Rádio, na então Emissora Nacional, ficando a fazer parte do elenco.
Estreou-se em 1952 na Emissora Nacional. Era sobrinha do maestro Frederico Valério, de quem gravou muitas canções.
O seu nome foi ganhando projeção com o sucesso de temas como "O Polícia Sinaleiro" e ao atuar, por exemplo, no programa Serões para Trabalhadores, ao lado de nomes como Rui de Mascarenhas, Gina Maria ou Paula Ribas.
O seu maior sucesso é "Menina dos Telefones", de 1962, da autoria de Manuel Paião e Eduardo Damas.
Maria José Valério foi casada com o toureiro José Trincheira, chegando ambos a viver cerca de um ano em Angola, nos inícios da década de 1960.
Entre finais de 1972 e meados de 1973, Maria José Valério faz uma temporada no Brasil.
Presença regular na televisão, Maria José Valério tornou-se mais conhecida das novas gerações por ser a intérprete da "Marcha do Sporting", o hino do Sporting Clube de Portugal. O tema foi reeditado em single quando o Sporting conquistou o Campeonato de Portugal de futebol de primeira divisão 1999/2000, tendo chegado ao primeiro lugar na tabela nacional de vendas.
No primeiro dia de abril de 2004, Maria José Valério foi agraciada com a Medalha de Mérito da Cidade de Lisboa, grau ouro, atribuída pela Câmara Municipal de Lisboa e entregue numa cerimónia no Fórum Lisboa.
Em 2008, foi lançada uma colectânea, O Melhor de Maria José Valério, com temas da sua obra gravados para a editora Valentim de Carvalho.
Em 2017, é cabeça de cartaz, a par de António Calvário, na peça Da Revista ao Musical.
Faleceu a 3 de março de 2021, aos 87 anos, no Hospital de Santa Maria, em Lisboa, vítima da COVID-19.

## Discografia

### EP
- 1967 - Maria José Valério ("Expedicionário") (EP, 45 rpm, Marfer, Madrid) "Expedicionário", "Um Dia", "Casa Sombria", "Deixa Andar"[13]
- 1968 - Maria José Valério ("Lisboa dos Milagres") (EP, 45 rpm, Marfer, Madrid) "Lisboa dos Milagres", "Um Turista em Portugal", "Linda Terra é Lisboa", "De Quem É Esta Lisboa"[14]
- 1969 - Maria José Valério ("Férias em Lisboa"") (EP, 45 rpm, Marfer, Madrid) "Férias em Lisboa", "Longos Dias", "Lisboa, Menina Vaidosa", "Nunca Mais"[15]

### Compilações
- 1998 - O Melhor dos Melhores (CD, Movieplay)[16]
- 2008 - O Melhor de Maria José Valério (CD, Valentim de Carvalho/IPlay)[9]

### Outros

#### Compilações
- 1969 - "Marchas Populares de Lisboa" (EP, 45 rpm, Marfer, Madrid) "Lisboa dos Manjericos", "Espera aí" (Marcha dos Olivais)"[17]
- 2004 - Os Reis da Rádio 2 (CD, EMI - Valentim de Carvalho) com o tema "Menina Dos Telefones"[18]
- 2010 - Óculos de Sol (2CD, IPlay) com o tema "Menina Dos Telefones"[19]